# Pfarrhaus (Rüdenschwinden)

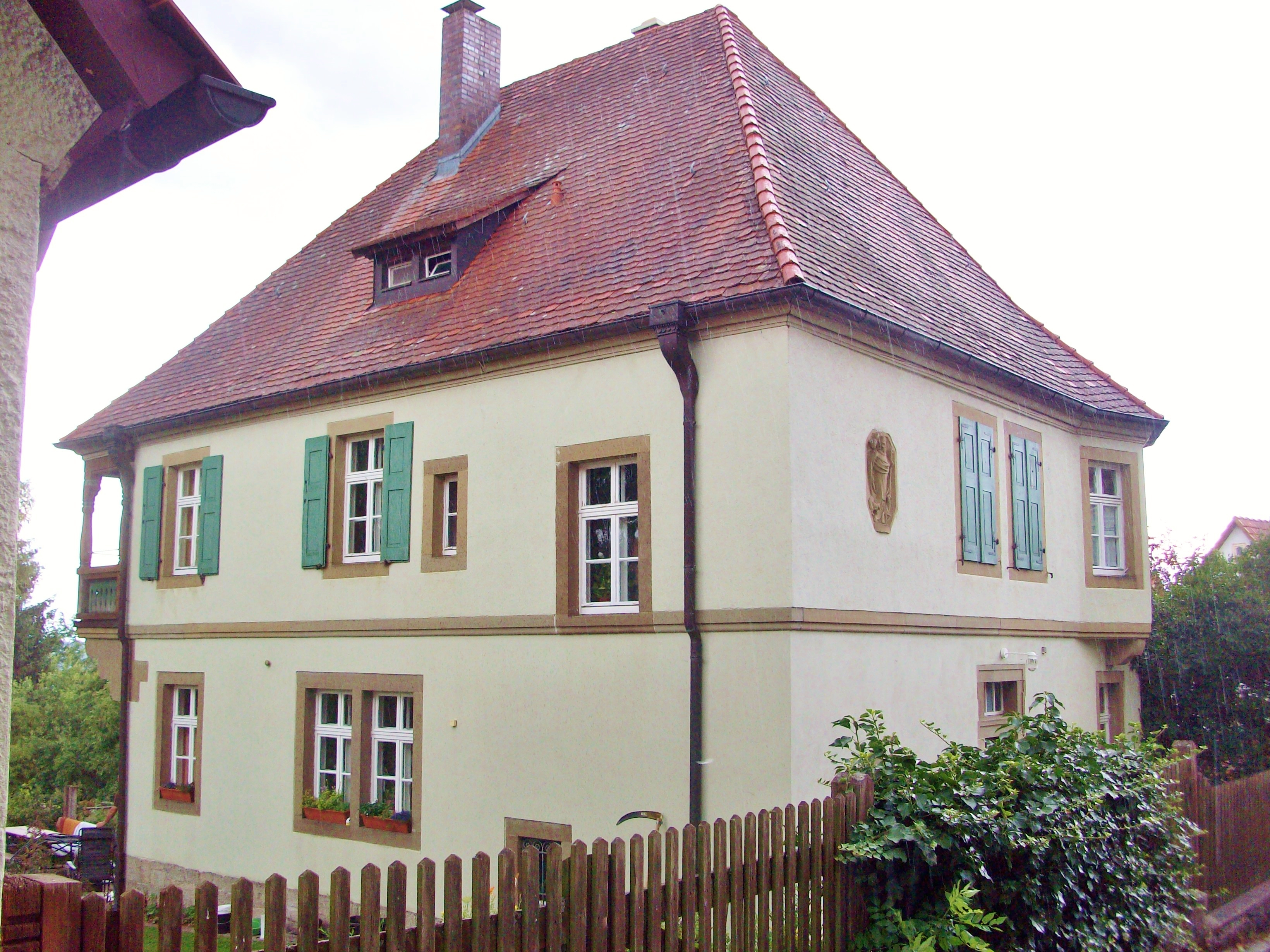
Das Pfarrhaus in Rüdenschwinden

Das Pfarrhaus in Rüdenschwinden, einem Stadtteil von Fladungen im unterfränkischen Landkreis Rhön-Grabfeld, wurde in den Jahren 1913–14 im Stil des Historismus errichtet. Das Pfarrhaus in der Wendelstraße 15 ist ein geschütztes Baudenkmal.
Das zweigeschossige Gebäude mit Walmdach ist massiv gemauert. Die Fenster sind unterschiedlich groß und gehorchen in der Anordnung keiner Regel. An der Ostseite des Obergeschosses befindet sich eine Laube und an der Südwestecke ein Erker. An der Westseite ist ein Relief des Guten Hirten eingemauert.